# Eurycea cirrigera
Eurycea cirrigera is een salamander uit de familie longloze salamanders (Plethodontidae). De soort werd voor het eerst wetenschappelijk beschreven door Jacob Green in 1830. Oorspronkelijk werd de wetenschappelijke naam Salamandra cirrigera gebruikt.

## Uiterlijke kenmerken
Deze soort is vrij eenvoudig te herkennen aan de lichtbruine rug en donkerbruine flanken, met aan weerszijden van de rug twee donkerbruine tot zwarte strepen. Over het midden van de rug loopt vaak een dunne donkere streep soms bestaande uit kleine vlekjes. Het is een kleine en slanke salamander die tot maximaal 11 centimeter lang wordt inclusief de zijdelings afgeplatte staart.

## Verspreiding en habitat
Eurycea cirrigera komt voor in het zuidoostelijke deel van de Verenigde Staten; onder ander in Chicago, Illinois, Indiana en Ohio. De habitat bestaat uit kleine permanente bosbeekjes met een bladerlaag langs de oevers. Deze soort heeft behoefte aan een stenige bodem en oevers waaronder geschuild wordt, hoewel de salamander ook onder de bladeren wordt aangetroffen. Het is een nachtdier dat vooral kleine insecten en andere ongewervelden eet.

## Voortplanting
Zowel in de herfst als in de lente kan gepaard worden, Eurycea cirrigera heeft een meerjarig larvaal stadium. De eitjes worden onder stenen op de beekbodem vastgeplakt. De larven hebben kleine kieuwen als ze uitkomen en blijven meestal twee jaar in het water. Sommige exemplaren echter maken zelfs twee keer een overwintering door en zijn al drie jaar oud als de metamorfose plaatsvindt. Dit hangt samen met de watertemperatuur en de beschikbare voedingsstoffen.